# 이주석 (1980년)
이주석(1980년 10월 2일 ~ )은 대한민국의 배우이다.

## 출연 작품

### 드라마
- 《이몽》 (MBC, 2019년) - 신언준 역
- 《월계수 양복점 신사들》 (KBS2, 2016년)
- 《징비록》 (KBS1, 2015년) - 배흥립 역
- 《호텔킹》 (MBC, 2014년) - 젊은시절 이중구 역
- 《산 너머 남촌에는 2》 (KBS1, 2012년) - 승우 역
- 《광개토태왕》 (KBS1, 2011년) - 여문 역
- 《전우》 (KBS1, 2010년) - 김중산 역
- 《서울무림전》 (MBC드라마넷, 2008년) - 은치우 역
- 《정글피쉬》 (KBS2, 2008년) - 이은수의 담임 선생님 역
- 《드라마시티 - 반짝반짝 빛나는》 (KBS2, 2006년) - 김진원 역
- 《굿바이 솔로》 (KBS2, 2006년)
- 《내 인생의 스페셜》 (MBC, 2006년) - 종두 역
- 《토지》 (SBS, 2004년) - 최환국 역
- 《섬마을 선생님》 (SBS, 2004년) - 철우 역
- 《보디가드》 (KBS2, 2003년) - 윤식 역
- 《학교 2》 (KBS2, 1999년)

### 영화
- 《초대》 (2013년)
- 《돌려차기》 (2004년) - 마길수 역
- 《이유 없는 반항》 (2001년) - 광호 역
- 《스트라이커》 (2000년) - 이민수 역

### 뮤직비디오
- 저지브라더 - Sorry (2010년)
- MC 스나이퍼 - B.K LOVE (2002년)